# Michelle Jones
Michelle Jones-Watson, también conocida como MJ, es un personaje ficticio interpretado por Zendaya en la franquicia cinematográfica del Universo cinematográfico de Marvel (UCM), un personaje original dentro de la franquicia de medios que rinde homenaje a Mary Jane "MJ" Watson, un interés amoroso común de Spider-Man en los cómics y en varios medios.
Se la representa como una compañera de clase inteligente y sarcástica de Peter Parker en Spider-Man: Homecoming (2017), y se convierte en su interés amoroso después de descubrir su identidad secreta en la secuela, Spider-Man: Lejos de casa (2019), un aspecto único para los personajes originales dentro de la franquicia de UCM y en las películas de Spider-Man que la preceden. Ella regresa en Spider-Man: No Way Home (2021), ayudando a Peter, Ned Leeds y el Doctor Strange a capturar a múltiples villanos que han ingresado a su universo desde el multiverso, debido a un hechizo fallido en hacer que el mundo olvide que Parker era Spider-Man, revelado por Mysterio. Su participación romántica en la vida personal de Peter eventualmente se desharía debido a que Strange lanzó un hechizo que borró permanentemente la memoria del mundo de la personalidad civil de Parker, incluida la pérdida de sus vínculos anteriores que forjó con sus amigos, seres queridos y aliados.
Inicialmente, el papel de Zendaya fue objeto de controversia, debido a la creencia de que se había elegido a un afroamericano para interpretar a Mary Jane Watson, aunque su interpretación de un nuevo personaje revelado recibió críticas positivas después del lanzamiento de la primera película como una fuerte miembro del reparto femenino, además de recibir el premio Saturn a la mejor actriz de reparto por su papel en la segunda película.
El personaje regresara para la cuarta película de Spider-Man dentro del UCM.

## Creación y concepto
| Tiene un guardarropa genial, muy divertido, muchos guiños literarios. Me gusta la idea de que sea una lectora real y una aficionada a los libros. Ella siempre tiene una gran pila de libros que lleva consigo, que escogí y me obsesioné. —Jon Watts, director. |

Según el coguionista de Spider-Man: Homecoming, John Francis Daley, MJ fue concebida como una reinvención de Mary Jane Watson. Si bien la revelación de su apodo fue un homenaje al personaje secundario dentro de los cómics y otros medios de Spider-Man, el presidente de Marvel Studios, Kevin Feige, confirmó que es un personaje original del Universo cinematográfico de Marvel. Feige agregó: "Peter ha tenido muchos amigos a lo largo de los años en los cómics, y muchos compañeros de escuela y personajes con los que ha interactuado. No fue solo Mary Jane Watson; no fue solo Gwen Stacy; no fue solo Harry Osborn. Así que estábamos muy interesados en los otros personajes, y de ahí viene Liz y de ahí viene la versión del personaje de Michelle". Jon Watts, director de Spider-Man: Homecoming y Spider-Man: Lejos de casa, comparó el personaje con Allison Reynolds de Ally Sheedy en El Club de los Cinco (1985) y Lindsay Weir de Linda Cardellini en Freaks and Geeks (1999-2000).
El nombre completo del personaje es Michelle Jones-Watson, que se reveló por primera vez en Spider-Man: No Way Home. Hasta ese momento, solo se la conocía como Michelle o Michelle Jones, tras que en Spider-Man: Lejos de casa, una vista del pasaporte del personaje muestra solo su nombre.

## Representación y caracterización

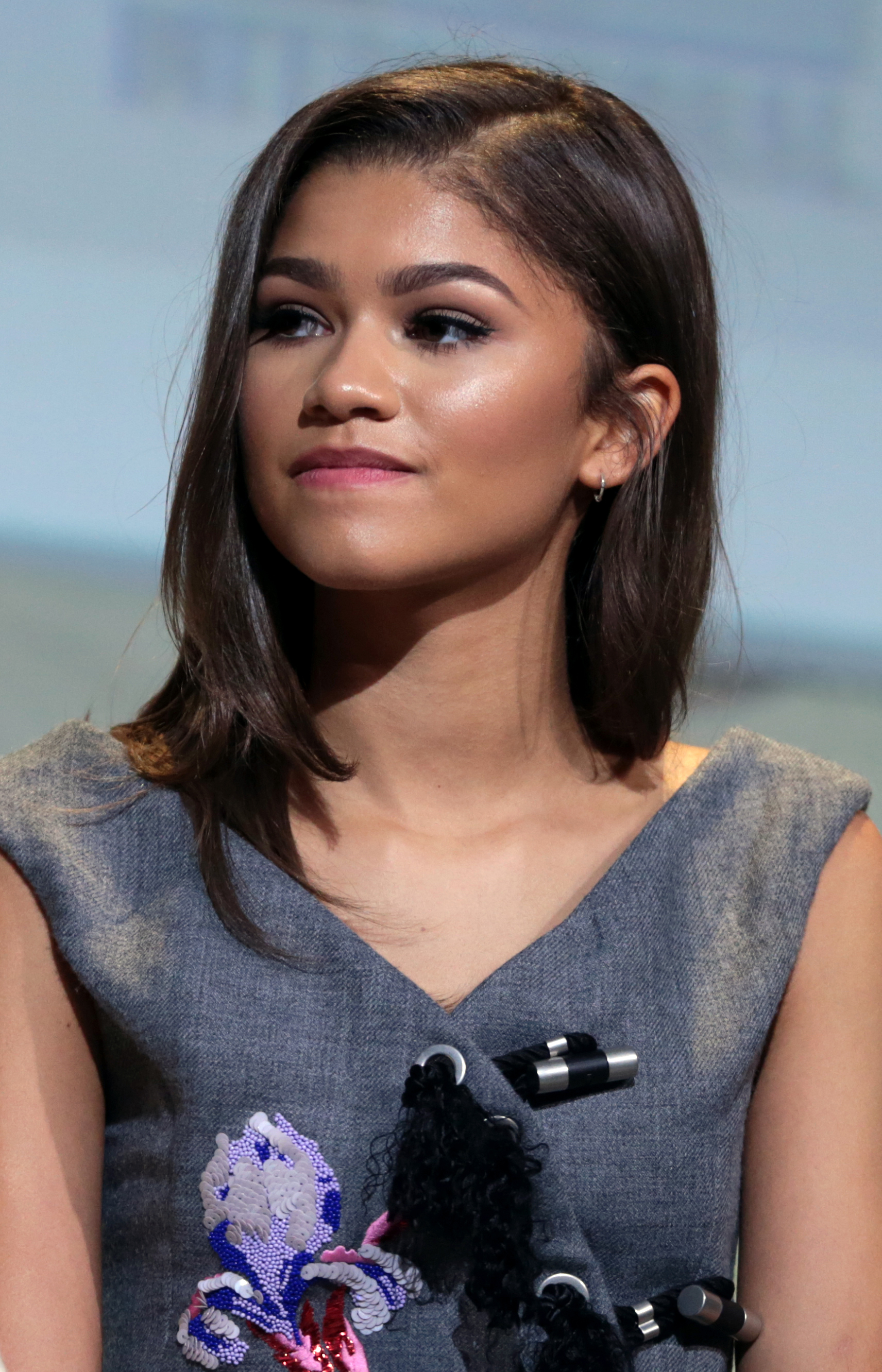
Zendaya interpreta al personaje dentro del UCM.

Michelle es interpretado por la actriz Zendaya dentro del Universo cinematográfico de Marvel como estudiante de la Escuela de Ciencia y Tecnología de Midtown, como uno de los compañeros de clase y amigas de Peter Parker. Años después de la partida de Liz Allan, ella y Peter comienzan una relación romántica. MJ es sarcástica y tímida, pero también amable y amistosa. A menudo actúa como la voz de la razón y le brinda consuelo y consejos a Peter.
Su personaje se representa como una niña inteligente y un ratón de biblioteca; Zendaya describió su personaje como "muy seco, torpe, intelectual", con una personalidad introvertida debido a su inteligencia. A diferencia de los personajes femeninos secundarios anteriores en las películas de Spider-Man, como Mary Jane Watson de la trilogía Sam Raimi y Gwen Stacy de las películas de Amazing Spider-Man, MJ no comienza como un interés romántico. En cambio, el personaje Liz fue creado inicialmente para el papel de interés romántico para comenzar hasta la secuela. Michelle no es representada como una damisela en apuros, a diferencia de Mary Jane Watson en las películas de Raimi, pero al igual que Gwen Stacy en la serie Amazing Spider-Man, está dispuesta a ayudar a Peter en sus batallas, poniéndose en peligro y también es una estudiante brillante como la encarnación Ultimate Marvel de Mary Jane Watson. En la tercera película, su interpretación fue utilizada como rescate por la encarnación de Spider-Man de Andrew Garfield, utilizada como una dedicación de una escena en la serie de películas The Amazing Spider-Man que muestra el intento de rescate y eventual muerte de Gwen Stacy.

## Biografía del personaje de ficción

### Vida en la escuela secundaria
En 2016, Michelle, conocida comúnmente como MJ, es presentada como una estudiante en la  Escuela de Ciencia y Tecnología de Midtown y disfruta burlándose de sus compañeros de clase, incluido a Peter Parker. Ella es miembro del equipo de Decatlón Académico y asiste a una competencia en Washington D. C., durante la cual ganan, aunque nota la desaparición de Parker. En el Monumento a Washington, presencia la llegada de Spider-Man. Después de que Liz Allan deja la escuela, a ella se le ofrece el papel de Allan como Capitana del equipo por Roger Harrington. Ella comienza a abrirse más con sus compañeros de equipo, como Ned Leeds y Parker, considerándolos en secreto como sus amigos.

### Resurrección y vacaciones escolares
En 2018, MJ es víctima del Blip,antes de ser devuelta a la vida en 2023.En 2024, MJ asiste al viaje patrocinado por la escuela a Europa, donde es buscada su afecto por Parker y Brad Davis. Cuando deduce la identidad de Parker como Spider-Man, MJ ayuda a descubrir el fraude del héroe de Mysterio, ya que él fue quien organizó la invasión Elemental. En Londres, MJ, Leeds, Betty Brant y Flash Thompson se encuentran con Happy Hogan y se cubren de los drones de Mysterio después de que son atacados. Después de que Mysterio es derrotado, MJ abraza a Parker. Poco después de regresar a casa, MJ y Parker comienzan una relación y tienen su primera cita en la ciudad. Luego, son testigos de cómo J. Jonah Jameson de TheDailyBugle.net publica un video manipulado de Mysterio y Spider-Man, afirmando que Spider-Man es responsable de la Batalla de Londres (durante la cual Mysterio fue asesinado) y expone su identidad como Parker.

### Invasión del multiverso
Después de que Parker es incriminado por el asesinato de Mysterio, MJ y Parker regresan al departamento de May, la tía de Parker, para escapar de la prensa. Finalmente, es interrogada y puesta bajo custodia por el Departamento de Control de Daños junto con May, Parker y Ned. MJ, Parker y Ned se vuelven infames, lo que provoca que se rechacen todas sus solicitudes universitarias. En respuesta, Parker consulta con Stephen Strange sobre un hechizo que ayudaría a la gente a olvidar que él es Spider-Man, que Strange lanza para él, pero el hechizo se corrompe cuando Parker hace cambios en el hechizo después de que Strange ha comenzado a lanzarlo para eximir de ello a sus seres queridos. Varios enemigos de Spider-Man de otros universos que saben que Parker es Spider-Man llegan y lo atacan como resultado de esto.
MJ y Ned ayudan a Parker a localizar a tres de estos individuos. Después de descubrir que Strange tiene la intención de enviarlos directamente de regreso a sus realidades a una muerte segura, Parker se opone y, después de una lucha, toma la caja que contiene el hechizo además del anillo de la honda de Strange y los coloca bajo el cuidado de MJ y Ned, como él opta. para restaurar a los villanos a sus formas humanas. Después de enterarse de la muerte de May a manos del alter ego de Norman Osborn, Duende Verde, MJ y Ned usan el anillo para intentar localizar a Parker, pero en su lugar encuentran una versión alternativa de Parker (más tarde con el nombre en código "Peter-Tres") en un solo intento y otro (más tarde con el nombre en código "Peter-Dos") en otro intento. Ned y MJ encuentran a Parker afligido en una azotea y van a consolarlo. Luego le presentan a sus yoes alternativos, quienes también lo consuelan y le brindan consejos.
En un enfrentamiento entre los Spider-Men y sus villanos en la Estatua de la Libertad, Ned y MJ protegen la caja de hechizos al ser perseguidos por el Lagarto, mientras los Spider-Men luchan juntos contra sus enemigos. MJ cae de la estatua después de que una bomba de calabaza de Osborn detona en la caja del hechizo, desestabilizando el hechizo una vez más y amenazando el tejido de la realidad. Parker intenta salvarla, pero Osborn se lo lleva. Luego, finalmente, es salvada por Peter-Tres, quien había perdido a su propia novia en una situación similar. En poco tiempo, Strange arregla el hechizo debido a que Parker le pidió al primero que borrara al segundo de la memoria de todos, enviando a los otros Spider-Men y sus villanos de regreso a sus universos y preservando el espacio-tiempo. Parker y MJ se confiesan su amor y se besan apasionadamente antes de que se complete el hechizo, pero no antes de que ella y Ned le hagan prometer a Parker que los encontrará. 
Semanas después, MJ saluda a Leeds en su tienda, ambos han sido aceptados en el MIT, y conoce a Parker, quien considera volver a presentarse con ellos, pero finalmente decide no hacerlo.

## Recepción

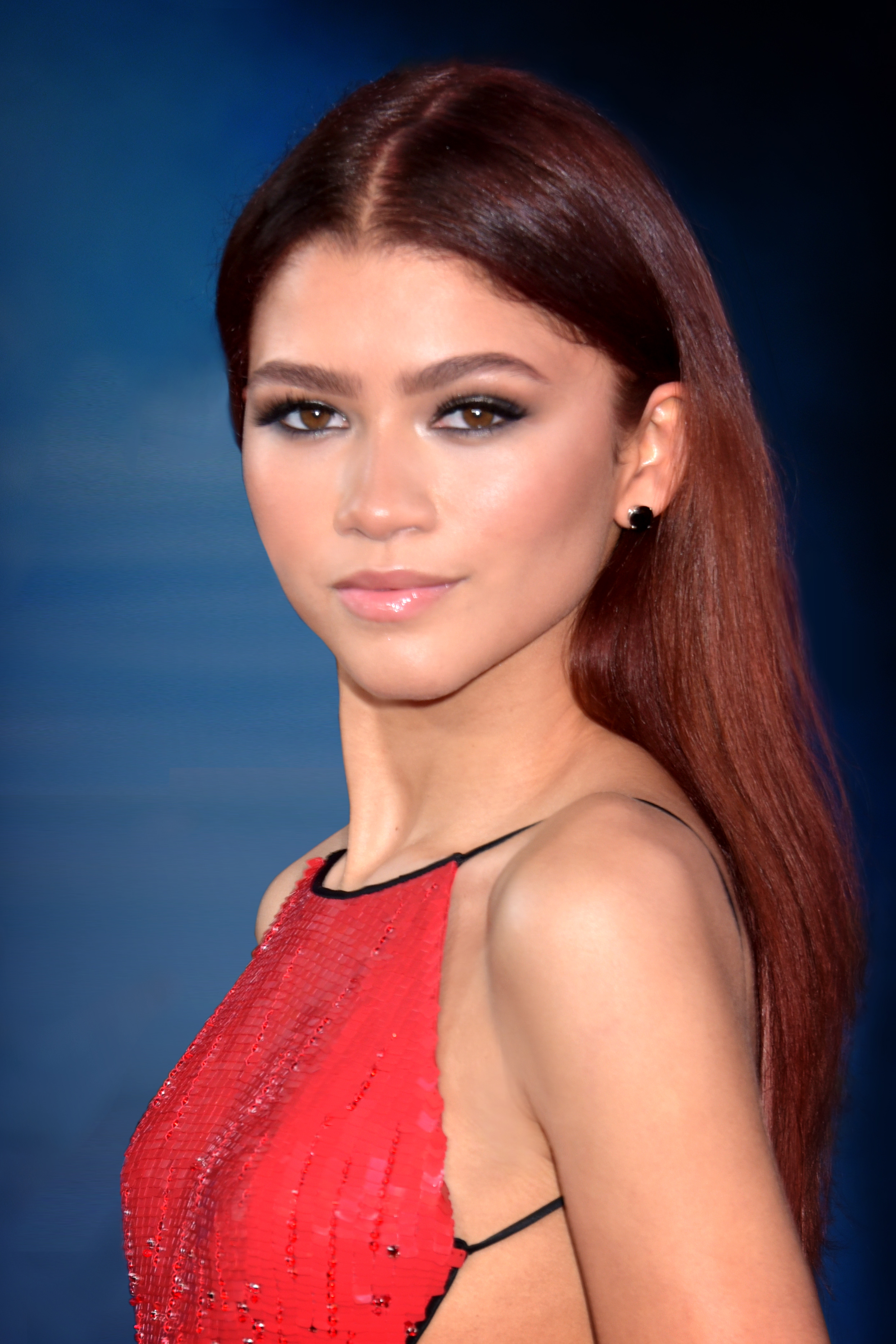
Zendaya en el estreno de Spider-Man: Far From Home en 2019.

### Conflicto de casting
Según los medios de comunicación, después del anuncio del reparto de Zendaya, hubo mucha controversia y se generó especulación sobre el hecho de que Zendaya, una actriz afroamericana, interpretaría a Mary Jane Watson. Los medios de comunicación defendieron a Zendaya sobre el tema, junto con el director de la serie de películas de Guardianes de la Galaxia, James Gunn, en las redes sociales. Zendaya respondió a los rumores de su personaje como Mary Jane por The Hollywood Reporter en una entrevista diciendo: 
Siempre que estábamos en el set, uno de nosotros recibe un nombre de personaje aleatorio [en la hoja de llamadas]. [Los blogueros] decían: "Oh, deben ser esto y aquello". Y simplemente nos reímos de eso, porque es como, 'Lo que sea que quieras pensar. Tu lo descubrirás.' Es divertido ver el juego de adivinanzas. Pero, por supuesto, habrá indignación por eso porque, por alguna razón, algunas personas simplemente no están listas. Estoy como, "No sé en qué Estados Unidos vives, pero por lo que veo cuando camino fuera de mis calles de Nueva York en este momento, veo mucha diversidad y veo el mundo real y es hermoso, y eso es lo que debería reflejarse y eso es lo que se refleja, así que tendrás que superarlo.

También confirmó que a pesar de la confusión, ella es "100% Michelle" y no Mary Jane como muchos han especulado. Sin embargo, Michelle revela en No Way Home que su nombre completo es Michelle Jones-Watson.

### Reacción de la representación
El personaje de MJ tuvo una recepción positiva en Homecoming por parte de los críticos de cine, y Zendaya se refirió a ella como una "ladrona de escenas" en su primer papel importante en una película, a pesar de su limitado tiempo de pantalla. Caitlin Busch de Inverse se sintió agradecida de que el personaje no fuera Mary Jane Watson y opinó que el personaje original funciona mejor para la película.
El personaje también ha recibido comentarios positivos desde una perspectiva feminista, especialmente en Spider-Man: Far From Home. Karen Han de Polygon sintió que el personaje era una representación positiva de personajes femeninos fuertes, mientras que, además, Vanity Fair notó que MJ no fue retratada como un guerrera como Peggy Carter de Hayley Atwell, Nakia de Lupita Nyong'o o Hope van Dyne de Evangeline Lilly, pero tampoco un damisela y la declaró como la "MJ que tanto necesitamos y merecemos". Su personalidad era una reminiscencia de Daria Morgendorffer en Daria para algunos reporteros. Rachel Leishman de The Mary Sue describió la versión UCM de MJ como extremadamente importante en la vida de Peter Parker.
MJ, junto con Parker (Tom Holland) y Ned Leeds (Jacob Batalon) fue descrito como un "trío invaluable" por Pete Hammond de Deadline Hollywood con su reseña de Spider-Man: No Way Home. La relación entre los tres personajes de las películas fue notada como más madura por Brian Lowry de CNN. Sam Machkovech de Ars Technica también elogió la química del trío y señaló que en la segunda película tanto MJ como Ned tenían una rivalidad entre ellos por la relación de Peter, pero en la tercera película finalmente estaban más unidos. La química en Spider-Man: No Way Home de MJ y Parker de Holland fue elogiada por Brian Tallerico de Roger Ebert.com. Brian opinó que la película es la primera de las cintas en dejar brillar su relación. También señaló, "ella clava los ritmos finales emocionales de su personaje de una manera que agrega peso a una película que puede sentirse un poco aireada en términos de desempeño". Don Kaye de Den of Geek también elogió la química de MJ con Parker y también señaló que tanto ella como Batalon "proporcionan un suave alivio cómico". Jennifer Bisset de CNET describió su papel como mucho más que hacer en la tercera película y también señaló que el papel de Zendaya está dotado de crecimiento del personaje. Eli Glasner de CBC News describió al "antes deprimido" MJ por tener una base más sólida con Parker en la tercera película.

### Premios
Zendaya ganó el premio Saturn a la Mejor Actriz de Reparto en su 45.ª edición por interpretar al personaje de 2018 a 2019.

## En otros medios
Después del lanzamiento de Spider-Man: No Way Home, Fortnite introdujo un aspecto temporal para el videojuego de invierno de 2021 y 2022 del personaje de Zendaya y el personaje de Peter Parker.